# Huun-Huur-Tu
Huun-Huur-Tu (tuvinsky: Хүн Хүртү Khün Khürtü) je tuvinská hudební skupina, zabývající se interpretací tradičního způsobu alikvotního zpěvu. Název skupiny znamená "Sluneční paprsky" (doslova "Přenašeči slunce").

## Historie
Předchůdcem skupiny Huun-Huur-Tu byl kvartet Kungurtuk, založený v roce 1992 Kaigal-ool Khovalygem, bratry Alexandrem and Sayanem Bapa a Albertem Kuvezinem. Nedlouho poté změnili název na dnešní. Od počátku se zaměřili na interpretaci tradičních tuvinských lidových písní, jež často zachycují tuvinské stepi a koně.
V následujícím roce vydala skupina své první album, nazvané 60 Horses In My Herd (česky: 60 koní v mém stádu). Bylo nahráváno v Londýně a Kalifornii. Po vydání desky odešel Kuvezin a založil rockověji zaměřenou skupinu Yat-Kha. Ve skupině ho nahradil Anatolij Kuular, který dříve pracoval s Khovalygem a Kongar-ool Ondarem v Tuvanském souboru. V novém složení nahrála skupina album The Orphan's Lament (česky: Sirotkův nářek), jež bylo vydáno v roce 1994.
V roce 1995 skupinu opustil Alexander Bapa, aby se mohl na plný úvazek věnovat hudební produkci. Nahradil ho Alexej Sargylar, dříve člen ruského státního orchestru "Sibiřský suvenýr". Následovalo vydání třetího alba nazvaného If I'd Been Born An Eagle (česky: Kdybych se narodil jako orel), jež se nahrávalo v Nizozemsku. Na toto album skupina nově zařadila některé novější tuvinské písně, pocházející z druhé poloviny 20. století.
Na počátku roku 1999 bylo vydáno čtvrté album Where Young Grass Grows (česky: Kde roste mladá tráva). Na tomto albu se poprvé objevily hudební nástroje nevycházející z tuvinské tradice (harfa, tabla, skotské dudy (host Martyn Bennett) a syntezátor).
Huun-Huur-Tu v roce 2000 spolupracovali také na akci "Music Live" britské stanice BBC. V následujícím roce vydala skupina své první živě nahrávané album. V roce 2003 opustil Kuular skupinu a byl nahrazen Andrejem Mongušem, zkušeným učitelem chöömej a hry na tuvinské nástroje.
Skupina vystupuje poměrně často také v České republice (např. na folkovém festivalu Folkové prázdniny v Náměšti nad Oslavou).

## Alba
- 60 Horses In My Heart (1993)
- The Orphan's Lament (1994)
- If I'd Been Born An Eagle (1997)
- Where Young Grass Grows (1999)
- Live 1 (2001)
- Live 2 (2001)
- Best * Live (2001)
- More Live (2003)
- Spirits from Tuva (2003)
- Altai Sayan Tandy-Uula (2004)

Se skupinou The Bulgarian Voices - Angelite:
- Fly, Fly My Sadness (1996)
- Mountain Tale (1998)

## Současné obsazení
- Kaigal-ool Khovalyg
- Sayan Bapa
- Radik Tolouche (Tiuliush)
- Alexei Saryglar